# Dandi Adigal Nayanar
Dandi Adigal Nayanar, también conocido como  Dandiyadigal Nayanar es el 31.er santo Nayanar. Hagiografías tradicionales como Periya Puranam del siglo XIII y Thiruthondar Thogai, del siglo X lo describen como un gran devoto del dios hindú Shiva.

## Testimonios hagiográficos
Dandi Adigal Nayanar, un devoto ciego de Shiva, solía circunvalar a menudo el templo Shiva de Tiruvarur, su lugar de nacimiento en el  Reino Chola, y fue encontrado cantando el mantra de Shiva Panchakshara mientras lo adoraba.
Muchas estructuras del  Jain «invadieron» los locales del templo de Shiva de Tiruvarur, entonces un asentamiento prominente de Jain. Dandi Adigal decidió reconstruir el estanque del templo sagrado, cuyo margen occidental estaba rodeado de casas jainistas. Como Dandi Adigal estaba ciego, erigió un poste en el que había que cavar la tierra y le ató una cuerda. El otro extremo de la cuerda también estaba atado a otro poste levantado en la orilla. Comenzó a cavar usando una pala y recogió barro en una canasta, caminó de regreso a la orilla tocando la cuerda y vació la canasta tirando el barro. Los Jains se molestaron por la excavación, que sentían que dañaría los microorganismos y los insectos terrosos, un pecado en el Jainismo. Se burlaron de la ceguera de Dandi Adigal y, en algunas versiones, prometieron abandonar la ciudad si Shiva le devolvía la vista a Dandi Adigal. Jains detuvo el trabajo quitando los postes y arrancando las herramientas de excavación.
Dandi Adigal le rogó a Shiva que le ayudara. En algunas versiones, Shiva apareció en el sueño de Dandi Adigal para asegurarselo y luego apareció en el sueño del  Rey Chola dirigiéndolo a solucionar el asunto. En todas las versiones, ocurre un milagro y  Dandi Adigal recobró la vista y los Jains se volvieron ciegos en presencia del Rey. Jains liberó a Tiruvarur después del incidente, debido a las órdenes del rey o según su promesa o debido al miedo de una ira más divina. La terminación del estanque del templo fue completada por el Rey.

## Reverencia
Como se cree que Dandi Adigal Nayanar nació en la estrella sadayam (Shatabhishak) del mes tamil Panguni. En ese día concreto se celebra el día Guru Pooja en todos los templos de Shiva.